# 1710 Gothard
Gothard (asteróide 1710) é um asteróide da cintura principal, a 1,6987222 UA. Possui uma excentricidade de 0,2681767 e um período orbital de 1 291,71 dias (3,54 anos).
Gothard tem uma velocidade orbital média de 19,54945637 km/s e uma inclinação de 8,47272º.
Esse asteróide foi descoberto em 20 de Outubro de 1941 por György Kulin.